# Toluifera
- Commons
- Wikispecies

Toluifera é um género botânico pertencente à família Fabaceae.

## Sinonímia
- Myroxylon L. f.

## Espécies
- Toluifera balsamum L.
- Toluifera cochinchinensis Lour.
- Toluifera pereirae (Royle) Baill.
- «Lista completa»

## Classificação do gênero
| Sistema | Classificação                     | Referência               |
| ------- | --------------------------------- | ------------------------ |
| Linné   | Classe Decandria, ordem Monogynia | Species plantarum (1753) |